# Saint-Étienne-sur-Reyssouze
Saint-Étienne-sur-Reyssouze és un municipi francès situat al departament de l'Ain i a la regió d'Alvèrnia-Roine-Alps. L'any 2007 tenia 510 habitants.

## Demografia

### Població
El 2007 la població de fet de Saint-Étienne-sur-Reyssouze era de 510 persones. Hi havia 212 famílies de les quals 52 eren unipersonals (32 homes vivint sols i 20 dones vivint soles), 72 parelles sense fills, 76 parelles amb fills i 12 famílies monoparentals amb fills.
La població ha evolucionat segons el següent gràfic:
Habitants censats

### Habitatges
El 2007 hi havia 238 habitatges, 209 eren l'habitatge principal de la família, 16 eren segones residències i 13 estaven desocupats. 224 eren cases i 14 eren apartaments. Dels 209 habitatges principals, 167 estaven ocupats pels seus propietaris, 38 estaven llogats i ocupats pels llogaters i 4 estaven cedits a títol gratuït; 1 tenia una cambra, 6 en tenien dues, 37 en tenien tres, 59 en tenien quatre i 106 en tenien cinc o més. 158 habitatges disposaven pel capbaix d'una plaça de pàrquing. A 74 habitatges hi havia un automòbil i a 117 n'hi havia dos o més.

### Piràmide de població
La piràmide de població per edats i sexe el 2009 era:
| Homes | Edats   | Dones |
| ----- | ------- | ----- |
| 0     | 95 o +  | 0     |
| 0     | 90 a 94 | 0     |
| 0     | 85 a 89 | 0     |
| 8     | 80 a 84 | 0     |
| 0     | 75 a 79 | 12    |
| 12    | 70 a 74 | 12    |
| 12    | 65 a 69 | 20    |
| 8     | 60 a 64 | 8     |
| 16    | 55 a 59 | 8     |
| 28    | 50 a 54 | 12    |
| 4     | 45 a 49 | 12    |
| 16    | 40 a 44 | 8     |
| 28    | 35 a 39 | 24    |
| 12    | 30 a 34 | 16    |
| 12    | 25 a 29 | 4     |
| 8     | 20 a 24 | 8     |
| 12    | 15 a 19 | 8     |
| 16    | 10 a 14 | 4     |
| 24    | 5 a 9   | 24    |
| 0     | 0 a 4   | 12    |

## Economia
El 2007 la població en edat de treballar era de 318 persones, 242 eren actives i 76 eren inactives. De les 242 persones actives 225 estaven ocupades (125 homes i 100 dones) i 17 estaven aturades (7 homes i 10 dones). De les 76 persones inactives 36 estaven jubilades, 22 estaven estudiant i 18 estaven classificades com a «altres inactius».

### Ingressos
El 2009 a Saint-Étienne-sur-Reyssouze hi havia 208 unitats fiscals que integraven 531 persones, la mediana anual d'ingressos fiscals per persona era de 17.457 €.

### Activitats econòmiques
Dels 12 establiments que hi havia el 2007, 3 eren d'empreses de fabricació d'altres productes industrials, 3 d'empreses de construcció, 3 d'empreses de comerç i reparació d'automòbils, 1 d'una empresa d'hostatgeria i restauració i 2 d'empreses immobiliàries.
Dels 4 establiments de servei als particulars que hi havia el 2009, 2 eren guixaires pintors, 1 lampisteria i 1 restaurant.
L'any 2000 a Saint-Étienne-sur-Reyssouze hi havia 24 explotacions agrícoles que ocupaven un total de 615 hectàrees.

## Equipaments sanitaris i escolars
El 2009 hi havia una escola maternal integrada dins d'un grup escolar amb les comunes properes formant una escola dispersa.

## Poblacions més properes
El següent diagrama mostra les poblacions més properes.